# 사전통지
사전통지(事前通知)란 행정청이 의무를 과하거나 권익을 제한하는 처분을 하는 경우 당사자에게 일정한 내용을 알리는 것을 말한다.행정청이 침익적 행정 처분을 하면서 당사자에게 사전 통지나 의견 제출의 기회를 부여하지 않았다면 예외적인 경우에 해당하지 아니하는 한 그 처분은 위법하다.

## 거부처분의 사전통지 대상 여부

### 긍정설
영업자지위승계신고를 수리하는 처분은 종전 영업자의 권익을 제한하는 처분으로서 종전 영업자에 대해 행정절차법 제21•22조 규정의 행정절차를 실시하고 처분 하여야 한다. (사전통지 대상, 대판 2003. 2. 14, 2001두7015)

### 부정설
판례는 거부처분의 경우 당사자의 권익을 제한하는 처분이 아니므로 사전통지의 대상이 아니라는 부정설의 입장이다.

### 두번째 부정설
도로구역을 결정하거나 변경할 경우 이를 고시에 의하도록 하면서, 그 도면을 일반인이 열람할 수 있도록 한 점 등을 종합하여 보면, 도로구역을 변경하는 처분은 행정절차법 제21조 제1항의 사전통지나 제22조 제3항의 의견청취의 대상이 되는 처분은 아니라고 할 것이다. (대판 2008. 6. 12, 2007두1767)

## 사전통지 예외
- 당해 처분의 성질상 의견청취가 현저히 곤란하거나 명백히 불필요하다고 인정될 만한 상당한 이유가 있는 경우’ 등에는 처분의 사전 통지나 의견 청취를 하지 않을 수 있다. 하지만 당사자가 절차적 권리를 포기한 경우에는 의견 청취 절차 생략이 가능하나 행정지도 방식에 의한 사전 고지나 그에 따른 당사자의 약속 등 사유만으로는 사전 통지를 하지 않아도 되는 예외적 경우에는 해당하지 않는다[3].

## 참고 문헌
- 국세청 세무조사 사전 통지

## 같이 보기
- 의견제출
- 세무조사